# Giovanni Andrea Spinola
Giovanni Andrea Spinola (Genova, 1625 – Genova, 1705) è stato un poeta, politico e ambasciatore italiano.

## Biografia
Appartenente alla nobile famiglia genovese degli Spinola, Giovanni Andrea studiò al collegio dei Nobili di Parma ed all'Accademia degli Addormentati di Genova.
Nel 1673 divenne governatore generale della Corsica, a cui seguì l'incarico di ambasciatore a Madrid dal 1680 al 1688. Tornato in patria viene fatto nel 1692 governatore di Savona.
Oltre a svolgere incarichi ufficiali per la Repubblica di Genova, lo Spinola fu importante commediografo, in contatto con molte accademie artistiche italiane. Sue opere principali furono L'Ariodante, firmato con lo pseudonimo di Giovann'Aleandro Pisani, L'Europa e La perfidia fulminata da Sansone.
Fu amico e corrispondente di Pietro Giovanni Della Torre, tanto da inserire alcuni suoi componimenti poetici nell'opera Lo stoico cristiano, che fece pubblicare in Genova nel 1680.
Nel 1695 curò e pubblicò un'antologia contenente tutti i suoi lavori.

## Opere
- L'Ariodante, 1655
- L'Europa, 1667
- Lo stoico cristiano, 1680
- Diuoti affetti di un'anima verso Dio, 1702
- La perfidia fulminata da Sansone